# Liga LEB Oro 2022-23
La LEB Oro 2022-23 fue la 27.ª temporada de la segunda liga española de baloncesto. Comenzó el 7 de octubre de 2022 con la primera jornada de la temporada regular y terminó el 18 de junio de 2023.

## Equipos

### Promoción y descenso (pretemporada)
Un total de 18 equipos competirán en la liga; 13 equipos de la temporada 2021-22, dos equipos descendidos de la ACB junto con los tres equipos ascendidos de la LEB Plata.
Equipos descendidos de ACB
- MoraBanc Andorra
- Hereda San Pablo Burgos

Equipos ascendidos de LEB Plata
- Grupo Alega Cantabria
- Bueno Arenas Albacete Basket
- Club Ourense Baloncesto

### Estadios y ciudades
| Equipo                             | Ciudad                | Pabellón                             | Capacidad |
| ---------------------------------- | --------------------- | ------------------------------------ | --------- |
| Alimerka Oviedo Baloncesto         | Oviedo                | Polideportivo Pumarín                | 1,138     |
| Bueno Arenas Albacete Basket       | Albacete              | Pabellón del Parque                  | 2,500     |
| Cáceres Patrimonio de la Humanidad | Cáceres               | Pabellón Multiusos Ciudad de Cáceres | 6,500     |
| CB Almansa con AFANION             | Almansa               | Pabellón Polideportivo de Almansa    | 1,500     |
| Club Ourense Baloncesto            | Orense                | Palacio de los Deportes Paco Paz     | 5,500     |
| Grupo Alega Cantabria              | Torrelavega           | Pabellón Vicente Trueba              | 2,688     |
| Guuk Gipuzkoa Basket               | San Sebastián         | Angulas Aguinaga Arena               | 11,000    |
| Hereda San Pablo Burgos            | Burgos                | Coliseum Burgos                      | 9,454     |
| HLA Alicante                       | Alicante              | Pabellón Pedro Ferrándiz             | 5,696     |
| ICG Força Lleida                   | Lérida                | Espai Fruita Barris Nord             | 6,100     |
| Juaristi ISB                       | Azpeitia              | Polideportivo Municipal de Azpeitia  | 1,000     |
| Juaristi ISB                       | Azcoitia              | Polideportivo de Azkoitia            | 500       |
| Leyma Coruña                       | La Coruña             | Palacio de los Deportes de Riazor    | 4,425     |
| Melilla Sport Capital              | Melilla               | Pabellón Javier Imbroda Ortiz        | 2,900     |
| MoraBanc Andorra                   | Andorra la Vieja      | Polideportivo de Andorra             | 5,000     |
| Movistar Estudiantes               | Madrid                | Wizink Center                        | 13,109    |
| Movistar Estudiantes               | Madrid                | Movistar Academy Magariños           | 600       |
| TAU Castelló                       | Castellón de la Plana | Pabellón Ciutat de Castelló          | 6,000     |
| UEMC Real Valladolid Baloncesto    | Valladolid            | Pabellón Polideportivo Pisuerga      | 6,800     |
| Zunder Palencia                    | Palencia              | Pabellón Municipal de Palencia       | 5,016     |

### Entrenadores y patrocinadores
| Equipo                             | Entrenador                | Fabricante | Patrocinador             |
| ---------------------------------- | ------------------------- | ---------- | ------------------------ |
| Alimerka Oviedo Baloncesto         | Guillermo Arenas          | Kappa      | Alimerka                 |
| Bueno Arenas Albacete Basket       | David Varela              | Vive       | Bueno Arenas             |
| Cáceres Patrimonio de la Humanidad | Roberto Blanco            | Erreà      | Extremadura New Energies |
| CB Almansa con AFANION             | Tino Ugidos               | Joma       | AFANION                  |
| Club Ourense Baloncesto            | Félix Alonso              | Besten 10  | Estrella Galicia         |
| Grupo Alega Cantabria              | David Mangas              | Wibo       | Alega                    |
| Guuk Gipuzkoa Basket               | Lolo Encinas              | Pentex     | Guuk                     |
| Hereda San Pablo Burgos            | Curro Segura              | Givova     | San Pablo Inmobiliaria   |
| HLA Alicante                       | Rafa Monclova             | Score Tech | HLA                      |
| ICG Força Lleida                   | Gerard Encuentra          | Pentex     | ICG Software             |
| Juaristi ISB                       | Mikel Odriozola           | Wibo       | Juaristi                 |
| Leyma Coruña                       | Diego Epifanio            | Macron     | Leyma Natura             |
| Melilla Sport Capital              | Gonzalo García de Vitoria | Wibo       | Melilla Sport Capital    |
| MoraBanc Andorra                   | Natxo Lezkano             | Hummel     | MoraBanc                 |
| Movistar Estudiantes               | Alberto Lorenzo           | Puma       | Movistar                 |
| TAU Castelló                       | Juan Antonio Orenga       | Score Tech | TAU                      |
| UEMC Real Valladolid Baloncesto    | Paco García               | Adidas     | UEMC                     |
| Zunder Palencia                    | Pedro Rivero              | Kappa      | Zunder                   |

### Cambios de entrenadores
| Equipo                     | Entrenador saliente       | Motivo de salida | Fecha                   | Clasificación | Entrenador entrante       | Fecha                   |
| -------------------------- | ------------------------- | ---------------- | ----------------------- | ------------- | ------------------------- | ----------------------- |
| TAU Castelló               | Toni Ten                  | Fin de contrato  | 25 de mayo de 2022      | Pretemporada  | Juan Antonio Orenga       | 7 de junio de 2022      |
| HLA Alicante               | Gonzalo García de Vitoria | Fin de contrato  | 26 de mayo de 2022      | Pretemporada  | Rafa Monclova             | 27 de mayo de 2022      |
| Melilla Sport Capital      | Rafa Monclova             | Fin de contrato  | 27 de mayo de 2022      | Pretemporada  | Óscar Lata                | 8 de junio de 2022      |
| Juaristi ISB               | Iñaki Jiménez             | Fin de contrato  | 5 de junio de 2022      | Pretemporada  | Mikel Odriozola           | 7 de junio de 2022      |
| CB Almansa con AFANION     | Rubén Perelló             | Fin de contrato  | 5 de junio de 2022      | Pretemporada  | Tino Ugidos               | 22 de junio de 2022     |
| Leyma Coruña               | Sergio García             | Fin de contrato  | 6 de junio de 2022      | Pretemporada  | Diego Epifanio            | 27 de junio de 2022     |
| Alimerka Oviedo Baloncesto | Natxo Lezkano             | Fin de contrato  | 11 de junio de 2022     | Pretemporada  | Trifón Poch               | 11 de julio de 2022     |
| MoraBanc Andorra           | Óscar Quintana            | Fin de contrato  | 14 de junio de 2022     | Pretemporada  | Natxo Lezkano             | 14 de junio de 2022     |
| Movistar Estudiantes       | Diego Epifanio            | Fin de contrato  | 27 de junio de 2022     | Pretemporada  | Javier Rodríguez          | 17 de julio de 2022     |
| Club Ourense Baloncesto    | Guillermo Arenas          | Destitución      | 19 de diciembre de 2022 | 17.º (3-9)    | Félix Alonso              | 1 de enero de 2023      |
| Hereda San Pablo Burgos    | Paco Olmos                | Destitución      | 20 de diciembre de 2022 | 6.º (8-4)     | Curro Segura              | 20 de diciembre de 2022 |
| Melilla Sport Capital      | Óscar Lata                | Destitución      | 15 de enero de 2023     | 14.º (4-12)   | Gonzalo García de Vitoria | 18 de enero de 2023     |
| Alimerka Oviedo Baloncesto | Trifón Poch               | Destitución      | 13 de febrero de 2023   | 16° (5-15)    | Guillermo Arenas          | 14 de febrero de 2023   |
| Movistar Estudiantes       | Javier Rodríguez          | Destitución      | 4 de abril de 2023      | 5.º (17-9)    | Alberto Lorenzo           | 4 de abril de 2023      |

## Liga Regular

### Clasificación en la liga regular
| Pos. | Equipo                             | PJ | G  | P  | GF   | GC   | DG   | Pts | Ascenso, clasificación o descenso |
| ---- | ---------------------------------- | -- | -- | -- | ---- | ---- | ---- | --- | --------------------------------- |
| 1    | MoraBanc Andorra                   | 34 | 30 | 4  | 2815 | 2353 | +462 | 64  | Ascenso a la Liga ACB             |
| 2    | Zunder Palencia                    | 34 | 27 | 7  | 2817 | 2488 | +329 | 61  | Clasificado para los playoffs     |
| 3    | Leyma Coruña                       | 36 | 23 | 13 | 2870 | 2614 | +256 | 59  | Clasificado para los playoffs     |
| 4    | Movistar Estudiantes               | 34 | 22 | 12 | 2690 | 2509 | +181 | 56  | Clasificado para los playoffs     |
| 5    | UEMC Real Valladolid Baloncesto    | 34 | 22 | 12 | 2617 | 2502 | +115 | 56  | Clasificado para los playoffs     |
| 6    | ICG Força Lleida                   | 34 | 22 | 12 | 2725 | 2607 | +118 | 56  | Clasificado para los playoffs     |
| 7    | Hereda San Pablo Burgos            | 34 | 22 | 12 | 2849 | 2557 | +292 | 56  | Clasificado para los playoffs     |
| 8    | Guuk Gipuzkoa Basket               | 34 | 19 | 15 | 2628 | 2542 | +86  | 53  | Clasificado para los playoffs     |
| 9    | HLA Alicante                       | 34 | 18 | 16 | 2579 | 2590 | −11  | 52  | Clasificado para los playoffs     |
| 10   | TAU Castelló                       | 34 | 17 | 17 | 2600 | 2661 | −61  | 51  |                                   |
| 11   | Grupo Alega Cantabria              | 34 | 15 | 19 | 2525 | 2690 | −165 | 49  |                                   |
| 12   | CB Almansa con AFANION             | 34 | 13 | 21 | 2568 | 2719 | −151 | 47  | Descenso a la LEB PLata           |
| 13   | Club Ourense Baloncesto            | 34 | 12 | 22 | 2468 | 2707 | −239 | 46  |                                   |
| 14   | Alimerka Oviedo Baloncesto         | 34 | 11 | 23 | 2384 | 2616 | −232 | 45  |                                   |
| 15   | Cáceres Patrimonio de la Humanidad | 34 | 10 | 24 | 2588 | 2773 | −185 | 44  |                                   |
| 16   | Melilla Sport Capital              | 34 | 8  | 26 | 2612 | 2864 | −252 | 42  |                                   |
| 17   | Juaristi ISB                       | 34 | 8  | 26 | 2489 | 2803 | −314 | 42  | Descenso a la LEB PLata           |
| 18   | Bueno Arenas Albacete Basket       | 34 | 7  | 27 | 2492 | 2721 | −229 | 41  | Descenso a la LEB PLata           |

 Fuente: FEB

### Evolución en la clasificación
La tabla lista la clasificación después de la conclusión de cada jornada. Para preservar la evolución cronológica de cada jornada, cualquier partido aplazado no es incluido en la jornada en qué era originalmente planificado, sino que son añadidos a la jornada siguiente inmediatamente después a la que fueron jugados.
| Equipo ╲ Jornada                   | 1                | 2  | 3  | 4  | 5  | 6  | 7  | 8  | 9  | 10 | 11 | 12 | 13 | 14 | 15 | 16 | 17 | 18 | 19 | 20 | 21 | 22 | 23 | 24 | 25 | 26 | 27 | 28 | 29 | 30 | 31 | 32 | 33 | 34 |   |
| ---------------------------------- | ---------------- | -- | -- | -- | -- | -- | -- | -- | -- | -- | -- | -- | -- | -- | -- | -- | -- | -- | -- | -- | -- | -- | -- | -- | -- | -- | -- | -- | -- | -- | -- | -- | -- | -- | - |
| Equipo ╲ Jornada                   | MoraBanc Andorra | 6  | 1  | 1  | 1  | 2  | 1  | 1  | 1  | 1  | 1  | 1  | 1  | 1  | 1  | 2  | 2  | 2  | 2  | 2  | 2  | 2  | 1  | 1  | 1  | 1  | 1  | 1  | 1  | 1  | 1  | 1  | 1  | 1  | 1 |
| Zunder Palencia                    | 5                | 3  | 2  | 2  | 1  | 2  | 2  | 2  | 2  | 2  | 2  | 2  | 2  | 2  | 1  | 1  | 1  | 1  | 1  | 1  | 1  | 2  | 2  | 2  | 2  | 2  | 2  | 2  | 2  | 2  | 2  | 2  | 2  | 2  |   |
| Leyma Coruña                       | 4                | 7  | 12 | 7  | 5  | 9  | 6  | 10 | 7  | 9  | 10 | 9  | 8  | 8  | 7  | 8  | 7  | 7  | 5  | 5  | 6  | 6  | 4  | 3  | 3  | 3  | 4  | 3  | 3  | 3  | 3  | 3  | 3  | 3  |   |
| Movistar Estudiantes               | 17               | 12 | 7  | 5  | 3  | 4  | 3  | 3  | 5  | 5  | 4  | 3  | 3  | 3  | 3  | 3  | 3  | 3  | 3  | 3  | 3  | 3  | 5  | 5  | 5  | 5  | 3  | 4  | 4  | 6  | 6  | 6  | 4  | 4  |   |
| ICG Força Lleida                   | 2                | 2  | 3  | 6  | 4  | 3  | 4  | 4  | 3  | 6  | 6  | 4  | 4  | 4  | 4  | 5  | 5  | 5  | 6  | 6  | 4  | 4  | 3  | 6  | 4  | 4  | 5  | 7  | 6  | 5  | 5  | 7  | 5  | 5  |   |
| UEMC Real Valladolid Baloncesto    | 14               | 8  | 4  | 3  | 6  | 5  | 7  | 5  | 4  | 3  | 3  | 5  | 5  | 5  | 5  | 4  | 4  | 4  | 4  | 4  | 5  | 5  | 6  | 4  | 6  | 7  | 6  | 5  | 5  | 4  | 4  | 5  | 6  | 6  |   |
| Hereda San Pablo Burgos            | 9                | 11 | 6  | 4  | 8  | 10 | 8  | 7  | 6  | 4  | 5  | 6  | 6  | 6  | 9  | 9  | 9  | 8  | 8  | 8  | 8  | 7  | 7  | 8  | 7  | 6  | 8  | 8  | 7  | 7  | 7  | 4  | 7  | 7  |   |
| Guuk Gipuzkoa Basket               | 7                | 14 | 16 | 10 | 7  | 6  | 9  | 6  | 8  | 10 | 7  | 7  | 9  | 9  | 8  | 6  | 8  | 9  | 9  | 9  | 9  | 8  | 9  | 9  | 8  | 8  | 9  | 9  | 8  | 9  | 9  | 8  | 8  | 8  |   |
| HLA Alicante                       | 11               | 9  | 5  | 11 | 9  | 7  | 10 | 8  | 9  | 7  | 8  | 8  | 7  | 7  | 6  | 7  | 6  | 6  | 7  | 7  | 7  | 9  | 8  | 7  | 9  | 9  | 7  | 6  | 9  | 8  | 8  | 8  | 9  | 9  |   |
| TAU Castelló                       | 13               | 6  | 9  | 8  | 11 | 11 | 12 | 14 | 11 | 11 | 11 | 11 | 11 | 11 | 11 | 11 | 11 | 13 | 11 | 11 | 11 | 11 | 11 | 11 | 11 | 11 | 10 | 10 | 10 | 10 | 10 | 10 | 10 | 10 |   |
| Grupo Alega Cantabria              | 8                | 15 | 8  | 12 | 10 | 8  | 5  | 9  | 10 | 8  | 9  | 10 | 10 | 10 | 10 | 10 | 10 | 10 | 10 | 10 | 10 | 10 | 10 | 10 | 10 | 10 | 11 | 11 | 11 | 11 | 11 | 11 | 11 | 11 |   |
| CB Almansa con AFANION             | 3                | 10 | 13 | 9  | 12 | 13 | 14 | 12 | 13 | 12 | 12 | 12 | 13 | 14 | 13 | 13 | 12 | 11 | 12 | 12 | 12 | 14 | 12 | 15 | 15 | 14 | 14 | 15 | 15 | 12 | 12 | 13 | 12 | 12 |   |
| Club Ourense Baloncesto            | 12               | 16 | 15 | 16 | 17 | 17 | 16 | 16 | 15 | 15 | 16 | 17 | 14 | 13 | 12 | 12 | 13 | 12 | 14 | 14 | 14 | 15 | 13 | 12 | 12 | 13 | 12 | 12 | 12 | 13 | 13 | 12 | 13 | 13 |   |
| Alimerka Oviedo Baloncesto         | 18               | 18 | 18 | 18 | 18 | 18 | 18 | 18 | 17 | 17 | 17 | 13 | 15 | 15 | 16 | 17 | 17 | 15 | 16 | 16 | 16 | 13 | 15 | 14 | 14 | 15 | 15 | 14 | 14 | 15 | 15 | 15 | 15 | 14 |   |
| Cáceres Patrimonio de la Humanidad | 16               | 13 | 14 | 15 | 15 | 15 | 15 | 13 | 14 | 14 | 15 | 16 | 17 | 17 | 17 | 16 | 16 | 14 | 13 | 13 | 13 | 12 | 14 | 13 | 13 | 12 | 13 | 13 | 13 | 14 | 14 | 14 | 14 | 15 |   |
| Melilla Sport Capital              | 10               | 5  | 10 | 13 | 14 | 12 | 11 | 11 | 12 | 13 | 13 | 14 | 12 | 12 | 14 | 14 | 14 | 17 | 17 | 17 | 18 | 18 | 18 | 18 | 17 | 16 | 17 | 18 | 18 | 18 | 18 | 18 | 16 | 16 |   |
| Juaristi ISB                       | 15               | 17 | 17 | 17 | 16 | 16 | 17 | 17 | 18 | 18 | 18 | 18 | 18 | 18 | 18 | 18 | 18 | 18 | 18 | 18 | 17 | 17 | 17 | 17 | 18 | 18 | 18 | 16 | 16 | 16 | 16 | 16 | 17 | 17 |   |
| Bueno Arenas Albacete Basket       | 1                | 4  | 11 | 14 | 13 | 14 | 13 | 15 | 16 | 16 | 14 | 15 | 16 | 16 | 15 | 15 | 15 | 16 | 15 | 15 | 15 | 16 | 16 | 16 | 16 | 17 | 16 | 17 | 17 | 17 | 17 | 17 | 18 | 18 |   |

### Resultados
| Local \ Visitante                  | OCB    | ALB    | CÁC    | ALM    | COB    | CAN    | GIP    | SPB    | ALI    | LLE   | ISB    | COR    | MEL    | MBA   | EST    | CAS    | RVB    | PAL   |
| ---------------------------------- | ------ | ------ | ------ | ------ | ------ | ------ | ------ | ------ | ------ | ----- | ------ | ------ | ------ | ----- | ------ | ------ | ------ | ----- |
| Alimerka Oviedo Baloncesto         | —      | 63–57  | 68–71  | 98–88  | 75–58  | 62–69  | 71–86  | 59–70  | 68–69  | 68–84 | 84–78  | 93–83  | 69–78  | 63–79 | 68–66  | 83–66  | 64–81  | 56–67 |
| Bueno Arenas Albacete Basket       | 88–42  | —      | 60–64  | 78–97  | 66–74  | 74–80  | 56–79  | 82–91  | 72–65  | 75–81 | 74–79  | 61–83  | 84–90  | 63–93 | 100–95 | 78–74  | 61–68  | 80–88 |
| Cáceres Patrimonio de la Humanidad | 70–68  | 87–76  | —      | 71–86  | 92–77  | 66–79  | 69–79  | 87–95  | 65–72  | 64–84 | 60–86  | 102–94 | 92–85  | 70–82 | 62–70  | 58–61  | 81–87  | 67–78 |
| CB Almansa con AFANION             | 94–101 | 88–85  | 65–76  | —      | 73–66  | 91–90  | 97–76  | 66–75  | 87–74  | 67–70 | 80–61  | 86–93  | 70–64  | 75–82 | 70–75  | 82–77  | 76–60  | 74–89 |
| Club Ourense Baloncesto            | 62–67  | 89–71  | 76–70  | 81–75  | —      | 66–79  | 62–68  | 95–91  | 86–77  | 56–82 | 87–72  | 70–80  | 74–54  | 62–72 | 76–86  | 78–74  | 82–72  | 66–82 |
| Grupo Alega Cantabria              | 76–90  | 72–66  | 93–96  | 71–68  | 75–69  | —      | 74–72  | 61–102 | 76–70  | 68–67 | 77–49  | 84–86  | 83–80  | 62–80 | 76–82  | 84–64  | 72–71  | 67–77 |
| Guuk Gipuzkoa Basket               | 64–63  | 91–65  | 94–88  | 79–53  | 88–89  | 96–70  | —      | 84–79  | 77–67  | 68–59 | 85–76  | 78–85  | 78–63  | 62–79 | 64–68  | 48–75  | 82–94  | 75–66 |
| Hereda San Pablo Burgos            | 89–64  | 81–91  | 73–63  | 86–72  | 96–49  | 89–62  | 83–74  | —      | 98–101 | 90–78 | 85–59  | 86–80  | 74–70  | 73–95 | 78–86  | 98–48  | 77–58  | 89–65 |
| HLA Alicante                       | 78–69  | 86–77  | 80–68  | 101–55 | 84–80  | 78–77  | 79–81  | 69–90  | —      | 79–76 | 84–73  | 91–76  | 77–60  | 73–66 | 89–85  | 74–70  | 70–71  | 54–82 |
| ICG Força Lleida                   | 76–65  | 89–79  | 94–78  | 91–77  | 84–63  | 91–79  | 78–75  | 85–79  | 82–75  | —     | 91–78  | 82–91  | 91–83  | 88–80 | 96–66  | 77–88  | 85–77  | 88–81 |
| Juaristi ISB                       | 94–85  | 67–76  | 102–97 | 72–54  | 76–80  | 85–74  | 77–89  | 76–88  | 68–70  | 80–74 | —      | 72–87  | 97–86  | 70–97 | 63–82  | 75–92  | 68–78  | 84–87 |
| Leyma Coruña                       | 87–62  | 92–75  | 95–87  | 100–66 | 84–51  | 109–95 | 68–81  | 95–81  | 86–69  | 63–71 | 78–73  | —      | 92–80  | 66–70 | 74–66  | 99–62  | 102–71 | 81–69 |
| Melilla Sport Capital              | 67–70  | 61–70  | 97–89  | 78–68  | 95–77  | 89–95  | 78–104 | 67–88  | 70–88  | 62–74 | 95–69  | 79–86  | —      | 63–85 | 79–97  | 101–81 | 80–75  | 78–89 |
| MoraBanc Andorra                   | 79–60  | 83–70  | 86–74  | 78–82  | 95–61  | 88–47  | 72–67  | 88–82  | 74–59  | 90–75 | 89–61  | 77–70  | 92–82  | —     | 85–51  | 84–72  | 94–70  | 97–89 |
| Movistar Estudiantes               | 90–60  | 68–63  | 90–78  | 75–78  | 104–86 | 80–54  | 79–56  | 104–96 | 70–65  | 94–75 | 75–55  | 81–73  | 75–64  | 72–79 | —      | 77–52  | 81–70  | 73–83 |
| TAU Castelló                       | 75–71  | 77–68  | 75–79  | 81–67  | 76–64  | 76–72  | 96–90  | 65–67  | 100–81 | 87–79 | 80–70  | 81–86  | 105–78 | 73–81 | 87–86  | —      | 80–77  | 85–80 |
| UEMC Real Valladolid Baloncesto    | 89–72  | 83–70  | 90–86  | 77–75  | 86–76  | 67–60  | 79–64  | 75–61  | 68–52  | 97–57 | 80–61  | 73–64  | 85–66  | 74–81 | 81–75  | 92–82  | —      | 76–70 |
| Zunder Palencia                    | 88–63  | 101–81 | 76–61  | 84–60  | 86–80  | 94–72  | 85–74  | 84–69  | 87–79  | 85–71 | 103–63 | 89–82  | 115–86 | 72–63 | 74–66  | 77–63  | 75–65  | —     |

## Playoffs
|  | Cuartos de final                  | Cuartos de final                  | Cuartos de final                  | Cuartos de final                  | Cuartos de final                  | Cuartos de final                  |                        |                        | Semifinales            | Semifinales            | Semifinales            | Semifinales | Semifinales | Semifinales |  |  | Final | Final | Final | Final | Final | Final |
|  |                                   |                                   |                                   |                                   |                                   |                                   |                        |                        |                        |                        |                        |             |             |             |  |  |       |       |       |       |       |       |
|  |                                   |                                   |                                   |                                   |                                   |                                   |                        |                        |                        |                        |                        |             |             |             |  |  |       |       |       |       |       |       |
|  |                                   |                                   |                                   |                                   |                                   |                                   |                        |                        |                        |                        |                        |             |             |             |  |  |       |       |       |       |       |       |
|  | 2 Zunder Palencia                 | 2 Zunder Palencia                 | 2 Zunder Palencia                 | 88                                | 75                                | 63                                |                        |                        |                        |                        |                        |             |             |             |  |  |       |       |       |       |       |       |
|  | 2 Zunder Palencia                 | 2 Zunder Palencia                 | 2 Zunder Palencia                 | 88                                | 75                                | 63                                |                        |                        |                        |                        |                        |             |             |             |  |  |       |       |       |       |       |       |
|  | 9 HLA Alicante                    | 9 HLA Alicante                    | 9 HLA Alicante                    | 57                                | 68                                | 60                                |                        |                        |                        |                        |                        |             |             |             |  |  |       |       |       |       |       |       |
|  | 9 HLA Alicante                    | 9 HLA Alicante                    | 9 HLA Alicante                    | 57                                | 68                                | 60                                | 2 Zunder Palencia      | 2 Zunder Palencia      | 2 Zunder Palencia      | 2 Zunder Palencia      | 2 Zunder Palencia      | 90          |             |             |  |  |       |       |       |       |       |       |
|  |                                   |                                   |                                   |                                   |                                   |                                   | 2 Zunder Palencia      | 2 Zunder Palencia      | 2 Zunder Palencia      | 2 Zunder Palencia      | 2 Zunder Palencia      | 90          |             |             |  |  |       |       |       |       |       |       |
|  |                                   | 5 UEMC Real Valladolid Baloncesto | 5 UEMC Real Valladolid Baloncesto | 5 UEMC Real Valladolid Baloncesto | 5 UEMC Real Valladolid Baloncesto | 5 UEMC Real Valladolid Baloncesto | 60                     |                        |                        |                        |                        |             |             |             |  |  |       |       |       |       |       |       |
|  | 5 UEMC Real Valladolid Baloncesto | 5 UEMC Real Valladolid Baloncesto | 5 UEMC Real Valladolid Baloncesto | 5 UEMC Real Valladolid Baloncesto | 5 UEMC Real Valladolid Baloncesto | 5 UEMC Real Valladolid Baloncesto | 60                     | 73                     | 86                     | 71                     | 90                     |             |             |             |  |  |       |       |       |       |       |       |
|  | 5 UEMC Real Valladolid Baloncesto | 5 UEMC Real Valladolid Baloncesto |                                   |                                   |                                   |                                   |                        |                        | 86                     | 71                     | 90                     |             |             |             |  |  |       |       |       |       |       |       |
|  | 6 ICG Força Lleida                | 6 ICG Força Lleida                | 66                                | 83                                | 77                                | 83                                |                        |                        |                        |                        |                        |             |             |             |  |  |       |       |       |       |       |       |
|  | 6 ICG Força Lleida                | 6 ICG Força Lleida                | 66                                | 83                                | 77                                | 83                                | 2 Zunder Palencia      | 2 Zunder Palencia      | 2 Zunder Palencia      | 2 Zunder Palencia      | 2 Zunder Palencia      | 95          |             |             |  |  |       |       |       |       |       |       |
|  |                                   |                                   |                                   |                                   |                                   |                                   | 2 Zunder Palencia      | 2 Zunder Palencia      | 2 Zunder Palencia      | 2 Zunder Palencia      | 2 Zunder Palencia      | 95          |             |             |  |  |       |       |       |       |       |       |
|  |                                   | 7 Hereda San Pablo Burgos         | 7 Hereda San Pablo Burgos         | 7 Hereda San Pablo Burgos         | 7 Hereda San Pablo Burgos         | 7 Hereda San Pablo Burgos         | 83                     |                        |                        |                        |                        |             |             |             |  |  |       |       |       |       |       |       |
|  | 3 Leyma Coruña                    | 3 Leyma Coruña                    | 7 Hereda San Pablo Burgos         | 7 Hereda San Pablo Burgos         | 7 Hereda San Pablo Burgos         | 7 Hereda San Pablo Burgos         | 83                     | 67                     | 62                     | 83                     | 77                     |             |             |             |  |  |       |       |       |       |       |       |
|  | 3 Leyma Coruña                    | 3 Leyma Coruña                    |                                   |                                   |                                   |                                   |                        |                        | 62                     | 83                     | 77                     |             |             |             |  |  |       |       |       |       |       |       |
|  | 8 Guuk Gipuzkoa Basket            | 8 Guuk Gipuzkoa Basket            | 77                                | 71                                | 71                                | 82                                |                        |                        |                        |                        |                        |             |             |             |  |  |       |       |       |       |       |       |
|  | 8 Guuk Gipuzkoa Basket            | 8 Guuk Gipuzkoa Basket            | 77                                | 71                                | 71                                | 82                                | 8 Guuk Gipuzkoa Basket | 8 Guuk Gipuzkoa Basket | 8 Guuk Gipuzkoa Basket | 8 Guuk Gipuzkoa Basket | 8 Guuk Gipuzkoa Basket | 64          |             |             |  |  |       |       |       |       |       |       |
|  |                                   |                                   |                                   |                                   |                                   |                                   | 8 Guuk Gipuzkoa Basket | 8 Guuk Gipuzkoa Basket | 8 Guuk Gipuzkoa Basket | 8 Guuk Gipuzkoa Basket | 8 Guuk Gipuzkoa Basket | 64          |             |             |  |  |       |       |       |       |       |       |
|  |                                   | 7 Hereda San Pablo Burgos         | 7 Hereda San Pablo Burgos         | 7 Hereda San Pablo Burgos         | 7 Hereda San Pablo Burgos         | 7 Hereda San Pablo Burgos         | 69                     |                        |                        |                        |                        |             |             |             |  |  |       |       |       |       |       |       |
|  | 4 Movistar Estudiantes            | 4 Movistar Estudiantes            | 4 Movistar Estudiantes            | 7 Hereda San Pablo Burgos         | 7 Hereda San Pablo Burgos         | 7 Hereda San Pablo Burgos         | 69                     | 87                     | 89                     | 85                     |                        |             |             |             |  |  |       |       |       |       |       |       |
|  | 4 Movistar Estudiantes            | 4 Movistar Estudiantes            | 4 Movistar Estudiantes            |                                   |                                   |                                   |                        |                        |                        | 85                     |                        |             |             |             |  |  |       |       |       |       |       |       |
|  | 7 Hereda San Pablo Burgos         | 7 Hereda San Pablo Burgos         | 7 Hereda San Pablo Burgos         | 92                                | 102                               | 87                                |                        |                        |                        |                        |                        |             |             |             |  |  |       |       |       |       |       |       |
|  | 7 Hereda San Pablo Burgos         | 7 Hereda San Pablo Burgos         | 7 Hereda San Pablo Burgos         | 92                                | 102                               | 87                                |                        |                        |                        |                        |                        |             |             |             |  |  |       |       |       |       |       |       |

### Partidos

#### Cuartos de final
Zunder Palencia v HLA Alicante
| 26 de mayo de 2023                  | Zunder Palencia                                              | 88–57                                 | HLA Alicante                                               | Palencia |  |  |
| 21:00                               | Parciales: 20–14, 27–10, 19–22, 22–11                        | Parciales: 20–14, 27–10, 19–22, 22–11 | Parciales: 20–14, 27–10, 19–22, 22–11                      | |  |  |
|                                     | Estadísticas Kasibabu 18 Kasibabu 8 Wintering 8 Wintering 29 | Reporte Pts Reb Asts Val              | Estadísticas 13 McDonnell 7 Coleby 4 Steinarsson 15 Coleby | Pabellón: Pabellón municipal de Palencia Árbitros: Guillermo Ríos Marcos Juan Ramón Hurtado Almansa Antonio Manuel Zamora Rodríguez |  |  |
| Zunder Palencia lidera la serie 1-0 |                                                              |                                       |                                                            | |  |  |
|                                     |                                                              |                                       |                                                            | |  |  |

| 28 de mayo de 2023                  | Zunder Palencia                                                  | 75–68                                 | HLA Alicante                                           | Palencia |  |  |
| 19:30                               | Parciales: 21–20, 23–12, 16–20, 15–16                            | Parciales: 21–20, 23–12, 16–20, 15–16 | Parciales: 21–20, 23–12, 16–20, 15–16                  | |  |  |
|                                     | Estadísticas Schmidt 28 Ortega 8 Schmidt, Wintering 3 Schmidt 27 | Reporte Pts Reb Asts Val              | Estadísticas 14 Rakočević 6 Gatell 4 Chapela 19 Gatell | Pabellón: Pabellón municipal de Palencia Árbitros: Paula Lema Parga Josep María Olivares Bernabeu Fernando Ibáñez García |  |  |
| Zunder Palencia lidera la serie 2-0 |                                                                  |                                       |                                                        | |  |  |
|                                     |                                                                  |                                       |                                                        | |  |  |

| 2 de junio de 2023                | HLA Alicante                                                | 60–63                                | Zunder Palencia                                                   | Alicante |  |  |
| 20:45                             | Parciales: 10–9, 12–16, 19–16, 19–22                        | Parciales: 10–9, 12–16, 19–16, 19–22 | Parciales: 10–9, 12–16, 19–16, 19–22                              | |  |  |
|                                   | Estadísticas McDonnell 16 Gatell 11 Steinarsson 8 Gatell 19 | Reporte Pts Reb Asts Val             | Estadísticas 14 Wintering, Kamba 16 Kasibabu 5 Wintering 20 Kamba | Pabellón: Pabellón Pedro Ferrándiz Árbitros: Sandra Sánchez González Pol Franquesa Vázquez Cristian Martín Vázquez |  |  |
| Zunder Palencia gana la serie 3-0 |                                                             |                                      |                                                                   | |  |  |
|                                   |                                                             |                                      |                                                                   | |  |  |

UEMC Real Valladolid Baloncesto v ICG Força Lleida
| 25 de mayo de 2023                                  | UEMC Real Valladolid Baloncesto                                                | 73–66                                 | ICG Força Lleida                                                | Valladolid |  |  |
| 20:45                                               | Parciales: 10–18, 25–24, 16–11, 22–13                                          | Parciales: 10–18, 25–24, 16–11, 22–13 | Parciales: 10–18, 25–24, 16–11, 22–13                           | |  |  |
|                                                     | Estadísticas Kovačevič 24 Pantzar, de la Fuente 8 Torres, Pantzar 4 Pantzar 22 | Reporte Pts Reb Asts Val              | Estadísticas 16 González 5 Villar 2 Urtasun, Villar 17 González | Pabellón: Polideportivo Pisuerga Árbitros: Francisco José Zafra Guerra Asier Quintas Álvarez Igor Esteve Malmierca |  |  |
| UEMC Real Valladolid Baloncesto lidera la serie 1-0 |                                                                                |                                       |                                                                 | |  |  |
|                                                     |                                                                                |                                       |                                                                 | |  |  |

| 27 de mayo de 2023                                  | UEMC Real Valladolid Baloncesto                     | 86–83 (OT)                                        | ICG Força Lleida                                               | Valladolid |  |  |
| 19:00                                               | Parciales: 21–19, 21–12, 17–27, 21–22 (T.E.: 6–3)   | Parciales: 21–19, 21–12, 17–27, 21–22 (T.E.: 6–3) | Parciales: 21–19, 21–12, 17–27, 21–22 (T.E.: 6–3)              | |  |  |
|                                                     | Estadísticas Torres 26 Pantzar 7 Torres 5 Torres 34 | Reporte Pts Reb Asts Val                          | Estadísticas 15 Vučetić 9 González 4 Marcos 14 Villar, Vučetić | Pabellón: Polideportivo Pisuerga Árbitros: Carlos Javier García León Víctor Mas Cagide Rodrigo Garvín Domingo |  |  |
| UEMC Real Valladolid Baloncesto lidera la serie 2-0 |                                                     |                                                   |                                                                | |  |  |
|                                                     |                                                     |                                                   |                                                                | |  |  |

| 1 de junio de 2023                                  | ICG Força Lleida                                    | 77–71                                 | UEMC Real Valladolid Baloncesto                               | Lérida |  |  |
| 20:45                                               | Parciales: 20–13, 24–16, 14–11, 19–31               | Parciales: 20–13, 24–16, 14–11, 19–31 | Parciales: 20–13, 24–16, 14–11, 19–31                         | |  |  |
|                                                     | Estadísticas Marcos 15 Baković 10 Lobo 4 Baković 17 | Reporte Pts Reb Asts Val              | Estadísticas 20 de la Fuente 6 N'Guessan 4 Pantzar 24 Pantzar | Pabellón: Pabellón Barris Nord Árbitros: Germán Morales Ruiz Enrique Miguel López Herrada Juan Ramón Hurtado Almansa |  |  |
| UEMC Real Valladolid Baloncesto lidera la serie 2-1 |                                                     |                                       |                                                               | |  |  |
|                                                     |                                                     |                                       |                                                               | |  |  |

| 3 de junio de 2023                                | ICG Força Lleida                                 | 83–90                                 | UEMC Real Valladolid Baloncesto                       | Lérida |  |  |
| 19:00                                             | Parciales: 22–25, 22–22, 21–20, 18–23            | Parciales: 22–25, 22–22, 21–20, 18–23 | Parciales: 22–25, 22–22, 21–20, 18–23                 | |  |  |
|                                                   | Estadísticas Lobo 19 Marcos 5 Marcos 6 Marcos 26 | Reporte Pts Reb Asts Val              | Estadísticas 19 Torres 8 Pantzar 5 Pantzar 29 Pantzar | Pabellón: Pabellón Barris Nord Árbitros: Ángel de Lucas de Lucas Jacobo Rial Barreiro Javier Ávila Zurita |  |  |
| UEMC Real Valladolid Baloncesto gana la serie 3-1 |                                                  |                                       |                                                       | |  |  |
|                                                   |                                                  |                                       |                                                       | |  |  |

Leyma Coruña v Guuk Gipuzkoa Basket
| 26 de mayo de 2023                       | Leyma Coruña                                                      | 67–77                                | Guuk Gipuzkoa Basket                                        | La Coruña |  |  |
| 19:00                                    | Parciales: 17–24, 14–23, 18–7, 18–23                              | Parciales: 17–24, 14–23, 18–7, 18–23 | Parciales: 17–24, 14–23, 18–7, 18–23                        | |  |  |
|                                          | Estadísticas Barrueta 18 Nwogbo 9 Jakovičs, Filipović 5 Nwogbo 19 | Reporte Pts Reb Asts Val             | Estadísticas 20 Carlson 7 Sollazzo 9 Zubizarreta 19 Carlson | Pabellón: Palacio de los Deportes de Riazor Árbitros: Jacobo Rial Barreiro Mikel Cañigueral Novella Eva Aresté Giralt |  |  |
| Guuk Gipuzkoa Basket lidera la serie 1-0 |                                                                   |                                      |                                                             | |  |  |
|                                          |                                                                   |                                      |                                                             | |  |  |

| 28 de mayo de 2023                       | Leyma Coruña                                        | 62–71                                 | Guuk Gipuzkoa Basket                                   | La Coruña |  |  |
| 18:00                                    | Parciales: 15–11, 18–21, 18–21, 11–18               | Parciales: 15–11, 18–21, 18–21, 11–18 | Parciales: 15–11, 18–21, 18–21, 11–18                  | |  |  |
|                                          | Estadísticas Barrueta 12 Vega 9 Hernández 7 Vega 17 | Reporte Pts Reb Asts Val              | Estadísticas 14 Jaworski 6 Jaworski 6 Oroz 17 Jaworski | Pabellón: Palacio de los Deportes de Riazor Árbitros: Enrique Miguel López Herrada Eric Carrera Rosdevall María Ángeles García Crespo |  |  |
| Guuk Gipuzkoa Basket lidera la serie 2-0 |                                                     |                                       |                                                        | |  |  |
|                                          |                                                     |                                       |                                                        | |  |  |

| 2 de junio de 2023                       | Guuk Gipuzkoa Basket                                                       | 71–83                                 | Leyma Coruña                                               | San Sebastián |  |  |
| 20:00                                    | Parciales: 19–23, 20–17, 17–15, 15–28                                      | Parciales: 19–23, 20–17, 17–15, 15–28 | Parciales: 19–23, 20–17, 17–15, 15–28                      | |  |  |
|                                          | Estadísticas Jaworski, Sollazzo 20 Oroz, Sollazzo 5 Jaworski 4 Sollazzo 19 | Reporte Pts Reb Asts Val              | Estadísticas 13 Jakovičs 6 Diagne 4 Hernández 17 Hernández | Pabellón: Angulas Aguinaga Arena Árbitros: Ángel de Lucas de Lucas Francisco Javier Bravo Loroño Juan Gabriel Carpallo Miguélez |  |  |
| Guuk Gipuzkoa Basket lidera la serie 2-1 |                                                                            |                                       |                                                            | |  |  |
|                                          |                                                                            |                                       |                                                            | |  |  |

| 4 de junio de 2023                     | Guuk Gipuzkoa Basket                                         | 82–77                                 | Leyma Coruña                                                            | San Sebastián                                                                                                   |  |  |
| 12:00                                  | Parciales: 21–21, 18–10, 26–25, 17–21                        | Parciales: 21–21, 18–10, 26–25, 17–21 | Parciales: 21–21, 18–10, 26–25, 17–21                                   | |  |  |
|                                        | Estadísticas Jaworski 36 Oroz, Martínez 8 Oroz 5 Jaworski 38 | Reporte Pts Reb Asts Val              | Estadísticas 17 Simeunović 8 Nwogbo 3 Filipović, Barrueta 19 Simeunović | Pabellón: Angulas Aguinaga Arena Árbitros: Guillermo Ríos Marcos Jorge Baena Criado Jesús Marcos Martínez Prada |  |  |
| Guuk Gipuzkoa Basket gana la serie 3-1 |                                                              |                                       |                                                                         | |  |  |
|                                        |                                                              |                                       |                                                                         | |  |  |

Movistar Estudiantes v Hereda San Pablo Burgos
| 26 de mayo de 2023                          | Movistar Estudiantes                               | 87–92                                 | Hereda San Pablo Burgos                                  | Madrid                                                                                           |  |  |
| 20:00                                       | Parciales: 22–20, 24–23, 22–26, 19–23              | Parciales: 22–20, 24–23, 22–26, 19–23 | Parciales: 22–20, 24–23, 22–26, 19–23                    |                                                                                                  |  |  |
|                                             | Estadísticas Hughes 22 Larsen 6 Larsen 5 Hughes 20 | Reporte Pts Reb Asts Val              | Estadísticas 20 Thomas 5 Norelia 5 San Miguel 15 Barrera | Pabellón: WiZink Center Árbitros: Ángel de Lucas de Lucas Daniel Checa Nebot Javier Ávila Zurita |  |  |
| Hereda San Pablo Burgos lidera la serie 1-0 |                                                    |                                       |                                                          |                                                                                                  |  |  |
|                                             |                                                    |                                       |                                                          |                                                                                                  |  |  |

| 28 de mayo de 2023                          | Movistar Estudiantes                                | 89–102                                | Hereda San Pablo Burgos                            | Madrid                                                                                                 |  |  |
| 20:00                                       | Parciales: 22–21, 27–36, 13–22, 27–23               | Parciales: 22–21, 27–36, 13–22, 27–23 | Parciales: 22–21, 27–36, 13–22, 27–23              | |  |  |
|                                             | Estadísticas Franch 23 Smith 7 Leimanis 8 Franch 26 | Reporte Pts Reb Asts Val              | Estadísticas 17 Rupnik 6 Suárez 5 Rupnik 22 Rupnik | Pabellón: WiZink Center Árbitros: Germán Morales Ruiz Jesús Marcos Martínez Prada Rodrigo Palanca Page |  |  |
| Hereda San Pablo Burgos lidera la serie 2-0 |                                                     |                                       |                                                    | |  |  |
|                                             |                                                     |                                       |                                                    | |  |  |

| 2 de junio de 2023                        | Hereda San Pablo Burgos                            | 87–85                                 | Movistar Estudiantes                                      | Burgos |  |  |
| 20:30                                     | Parciales: 19–22, 19–23, 21–19, 28–21              | Parciales: 19–22, 19–23, 21–19, 28–21 | Parciales: 19–22, 19–23, 21–19, 28–21                     | |  |  |
|                                           | Estadísticas Suárez 12 Suárez 5 Rupnik 5 Suárez 20 | Reporte Pts Reb Asts Val              | Estadísticas 16 Jorgensen 7 Sola 3 tres jugadores 22 Sola | Pabellón: Coliseum Burgos Árbitros: Francisco José Zafra Guerra Jorge Baena Criado Cristina Adán Rodríguez |  |  |
| Hereda San Pablo Burgos gana la serie 3-0 |                                                    |                                       |                                                           | |  |  |
|                                           |                                                    |                                       |                                                           | |  |  |

#### Final Four
Semifinales
| 17 de junio de 2023 | Zunder Palencia                                               | 90–60                                | UEMC Real Valladolid Baloncesto                             | Burgos |  |
| 17:00               | Parciales: 19–8, 17–24, 31–12, 23–16                          | Parciales: 19–8, 17–24, 31–12, 23–16 | Parciales: 19–8, 17–24, 31–12, 23–16                        | |  |
|                     | Estadísticas Kasibabu 17 Kostadinov 7 Wintering 4 Kasibabu 25 | Reporte Pts Reb Asts Val             | Estadísticas 18 N'Guessan 6 N'Guessan 6 Torres 23 N'Guessan | Pabellón: Coliseum Burgos Árbitros: Ángel de Lucas de Lucas Sandra Sánchez González Igor Esteve Malmierca |  |

| 17 de junio de 2023 | Guuk Gipuzkoa Basket                          | 64–69                                | Hereda San Pablo Burgos                                                         | Burgos                                                                                                   |  |
| 20:30               | Parciales: 21–15, 18–19, 17–17, 8–18          | Parciales: 21–15, 18–19, 17–17, 8–18 | Parciales: 21–15, 18–19, 17–17, 8–18                                            | |  |
|                     | Estadísticas Motos 15 Delaš 5 Oroz 3 Delaš 15 | Reporte Pts Reb Asts Val             | Estadísticas 23 Mahalbašić 6 San Miguel, van Zegeren 2 San Miguel 27 Mahalbašić | Pabellón: Coliseum Burgos Árbitros: Enrique Miguel López Herrada Paula Lema Parga Eric Carrera Rosdevall |  |

Final
| 18 de junio de 2023 | Zunder Palencia                                       | 95–83                                 | Hereda San Pablo Burgos                                      | Burgos                                                                                                  |  |
| 20:30               | Parciales: 28–22, 22–20, 23–19, 22–22                 | Parciales: 28–22, 22–20, 23–19, 22–22 | Parciales: 28–22, 22–20, 23–19, 22–22                        | |  |
|                     | Estadísticas Ortega 32 McGrew 9 Wintering 4 Ortega 34 | Reporte Pts Reb Asts Val              | Estadísticas 15 Barrera 5 Norelia 8 Mahalbašić 21 Mahalbašić | Pabellón: Coliseum Burgos Árbitros: Ángel de Lucas de Lucas Guillermo Ríos Marcos Igor Esteve Malmierca |  |

## Estadísticas
Hasta el 19 de mayo de 2023.

### Puntos
| Rank | Nombre          | Equipo                | Part. | Pts. | PPP   |
| ---- | --------------- | --------------------- | ----- | ---- | ----- |
| 1    | Michael Carrera | ICG Força Lleida      | 23    | 468  | 20.35 |
| 2    | Justin Jaworski | Guuk Gipuzkoa Basket  | 34    | 657  | 19.32 |
| 3    | Nathan Hoover   | Juaristi ISB          | 33    | 552  | 16.73 |
| 4    | Eric Stutz      | TAU Castelló          | 33    | 526  | 15.94 |
| 5    | Mirza Bulić     | Grupo Alega Cantabria | 31    | 470  | 15.16 |

### Rebotes
| Rank | Nombre            | Equipo                             | Part. | Rebs. | RPP  |
| ---- | ----------------- | ---------------------------------- | ----- | ----- | ---- |
| 1    | Michael Carrera   | ICG Força Lleida                   | 23    | 214   | 9.3  |
| 2    | Shaun Willett     | Club Ourense Baloncesto            | 18    | 138   | 7.67 |
| 3    | Iván Aurrecoechea | Bueno Arenas Albacete Basket       | 33    | 245   | 7.42 |
| 4    | Felipe Dos Anjos  | MoraBanc Andorra                   | 34    | 234   | 6.88 |
| 5    | Kevin Bercy       | Cáceres Patrimonio de la Humanidad | 34    | 233   | 6.85 |

### Asistencias
| Rank | Nombre         | Equipo                  | Part. | Asist. | APP  |
| ---- | -------------- | ----------------------- | ----- | ------ | ---- |
| 1    | Rafa Luz       | MoraBanc Andorra        | 27    | 161    | 5.96 |
| 2    | Luka Rupnik    | Hereda San Pablo Burgos | 27    | 152    | 5.63 |
| 3    | Agustí Sans    | Grupo Alega Cantabria   | 34    | 167    | 4.91 |
| 4    | Sergi Costa    | CB Almansa con AFANION  | 34    | 159    | 4.68 |
| 5    | Óscar Alvarado | TAU Castelló            | 33    | 147    | 4.45 |

### Valoración
| Rank | Nombre           | Equipo                          | Part. | Val. | VPP   |
| ---- | ---------------- | ------------------------------- | ----- | ---- | ----- |
| 1    | Michael Carrera  | ICG Força Lleida                | 23    | 582  | 25.3  |
| 2    | Melwin Pantzar   | UEMC Real Valladolid Baloncesto | 34    | 682  | 20.06 |
| 3    | Felipe Dos Anjos | MoraBanc Andorra                | 34    | 609  | 17.91 |
| 4    | Mirza Bulić      | Grupo Alega Cantabria           | 31    | 540  | 17.42 |
| 5    | Kevin Larsen     | Movistar Estudiantes            | 29    | 469  | 16.17 |

## Galardones

### Jugador de la jornada

#### Liga regular
| Jornada | Jugador              | Equipo                              | Val | Ref    |
| ------- | -------------------- | ----------------------------------- | --- | ------ |
| 1       | Michael Carrera      | ICG Força Lleida                    | 34  | [ 27 ] |
| 2       | Sean McDonnell       | HLA Alicante                        | 24  | [ 28 ] |
| 2       | Michael Carrera (2)  | ICG Força Lleida (2)                | 24  | [ 28 ] |
| 3       | Chumi Ortega         | Zunder Palencia                     | 27  | [ 29 ] |
| 4       | Rašid Mahalbašić     | Hereda San Pablo Burgos             | 25  | [ 30 ] |
| 5       | Michael Carrera (3)  | ICG Força Lleida (3)                | 49  | [ 31 ] |
| 6       | Felipe Dos Anjos     | MoraBanc Andorra                    | 41  | [ 32 ] |
| 7       | Rašid Mahalbašić (2) | Hereda San Pablo Burgos (2)         | 33  | [ 33 ] |
| 8       | Aegir Steinarsson    | HLA Alicante (2)                    | 30  | [ 34 ] |
| 9       | Chumi Ortega (2)     | Zunder Palencia (2)                 | 32  | [ 35 ] |
| 10      | Felipe Dos Anjos (2) | MoraBanc Andorra (2)                | 32  | [ 36 ] |
| 11      | Michael Carrera (4)  | ICG Força Lleida (4)                | 36  | [ 37 ] |
| 12      | Mirza Bulić          | Grupo Alega Cantabria               | 37  | [ 38 ] |
| 13      | Alo Marín            | Grupo Alega Cantabria (2)           | 29  | [ 39 ] |
| 14      | Michael Carrera (5)  | ICG Força Lleida (5)                | 26  | [ 40 ] |
| 14      | Felipe Dos Anjos (3) | MoraBanc Andorra (3)                | 26  | [ 40 ] |
| 14      | Osvaldas Matulionis  | HLA Alicante (3)                    | 26  | [ 40 ] |
| 14      | Rafa Luz             | MoraBanc Andorra (4)                | 26  | [ 40 ] |
| 15      | Juani Marcos         | ICG Força Lleida (6)                | 36  | [ 41 ] |
| 16      | Michael Carrera (6)  | ICG Força Lleida (7)                | 34  | [ 42 ] |
| 17      | Melwin Pantzar       | UEMC Real Valladolid Baloncesto     | 53  | [ 43 ] |
| 18      | Justin Jaworski      | Guuk Gipuzkoa Basket                | 39  | [ 44 ] |
| 19      | Jalen Nesbitt        | TAU Castelló                        | 40  | [ 45 ] |
| 20      | Justin Jaworski (2)  | Guuk Gipuzkoa Basket (2)            | 30  | [ 46 ] |
| 21      | Michael Carrera (7)  | ICG Força Lleida (8)                | 39  | [ 47 ] |
| 22      | John Harrar          | Grupo Alega Cantabria (3)           | 47  | [ 48 ] |
| 23      | Michael Carrera (8)  | ICG Força Lleida (9)                | 37  | [ 49 ] |
| 24      | Óliver Arteaga       | Alimerka Oviedo Baloncesto          | 34  | [ 50 ] |
| 25      | Melwin Pantzar (2)   | UEMC Real Valladolid Baloncesto (2) | 28  | [ 51 ] |
| 26      | Kai Edwards          | Juaristi ISB                        | 30  | [ 52 ] |
| 27      | Juani Marcos (2)     | ICG Força Lleida (10)               | 43  | [ 53 ] |
| 28      | Mihajlo Andrić       | MoraBanc Andorra (5)                | 30  | [ 54 ] |
| 29      | Mateo Díaz           | CB Almansa con AFANION              | 29  | [ 55 ] |
| 30      | Mirza Bulić (2)      | Grupo Alega Cantabria (4)           | 47  | [ 56 ] |
| 31      | Chaz Williams        | Club Ourense Baloncesto             | 33  | [ 57 ] |
| 32      | Darko Balaban        | Melilla Sport Capital               | 32  | [ 58 ] |
| 33      | Kevin Larsen         | Movistar Estudiantes                | 42  | [ 59 ] |
| 34      | Marvin Ogunsipe      | CB Almansa con AFANION (2)          | 48  | [ 60 ] |

#### Playoffs
| Jornada   | Jugador             | Equipo                              | Val | Ref    |
| --------- | ------------------- | ----------------------------------- | --- | ------ |
| Partido 1 | Alec Wintering      | Zunder Palencia (3)                 | 29  | [ 61 ] |
| Partido 2 | Mike Torres         | UEMC Real Valladolid Baloncesto (3) | 34  | [ 62 ] |
| Partido 3 | Melwin Pantzar (3)  | UEMC Real Valladolid Baloncesto (4) | 24  | [ 63 ] |
| Partido 4 | Justin Jaworski (3) | Guuk Gipuzkoa Basket (3)            | 38  | [ 64 ] |

#### Final Four
| Jornada     | Jugador              | Equipo                  | Val | Ref |
| ----------- | -------------------- | ----------------------- | --- | --- |
| Semifinales | Rašid Mahalbašić (3) | Hereda San Pablo Burgos | 27  |     |
| Final       | Chumi Ortega (3)     | Zunder Palencia         | 34  |     |

### Quinteto de la jornada

#### Liga regular
Se indica entre paréntesis la valoración obtenida en dicha jornada. Destacado el MVP de la jornada.
| Jornada | Base                   | Escolta               | Alero                      | Ala-Pívot              | Pívot                   | Ref    |
| ------- | ---------------------- | --------------------- | -------------------------- | ---------------------- | ----------------------- | ------ |
| 1       | Agustí Sans (23)       | Nathan Hoover (21)    | Chumi Ortega (20)          | Michael Carrera (34)   | Robinson Idehen (28)    | [ 27 ] |
| 2       | Aegir Steinarsson (24) | Melwin Pantzar (27)   | Sean McDonnell (31)        | Michael Carrera (31)   | Marin Marić (30)        | [ 28 ] |
| 3       | Toms Leimanis (21)     | Chumi Ortega (27)     | Delaney Blaylock (23)      | Michael Carrera (23)   | Rašid Mahalbašić (26)   | [ 29 ] |
| 4       | Goran Filipović (22)   | Melwin Pantzar (21)   | Jaime Fernández (23)       | Robinson Idehen (23)   | Rašid Mahalbašić (25)   | [ 30 ] |
| 5       | Gerard Blat (27)       | Nathan Hoover (25)    | Sean McDonnell (27)        | Michael Carrera (49)   | Mario Delas (26)        | [ 31 ] |
| 6       | Óscar Alvarado (29)    | Mihajlo Andrić (21)   | Osvaldas Matulionis (20)   | Kevin Bercy (33)       | Felipe Dos Anjos (41)   | [ 32 ] |
| 7       | Luka Rupnik (31)       | Shaun Willett (32)    | Fran Pilepić (20)          | Michael Carrera (25)   | Rašid Mahalbašić (33)   | [ 33 ] |
| 8       | Aegir Steinarsson (30) | Chumi Ortega (29)     | Nathan Hoover (24)         | Eric Stutz (22)        | Kevin Larsen (22)       | [ 34 ] |
| 9       | Germán Martínez (29)   | Chumi Ortega (32)     | Miguel González (26)       | Remu Raitanen (26)     | Óliver Arteaga (29)     | [ 35 ] |
| 10      | Melwin Pantzar (28)    | Devin Schmidt (24)    | Jalen Nesbitt (30)         | Kevin Larsen (28)      | Felipe Dos Anjos (32)   | [ 36 ] |
| 11      | Juani Marcos (23)      | Agustí Sans (26)      | Thorir Thorbjarnarson (26) | Michael Carrera (36)   | Óliver Arteaga (35)     | [ 37 ] |
| 12      | Melwin Pantzar (24)    | Johnny Dee (30)       | Kevin Buckingham (30)      | Mirza Bulić (37)       | Kevin Larsen (28)       | [ 38 ] |
| 13      | Mike Torres (25)       | Alo Marín (29)        | Aleix Font (25)            | Michael Carrera (23)   | Xavi Rey (25)           | [ 39 ] |
| 14      | Rafa Luz (26)          | Alec Wintering (25)   | Osvaldas Matulionis (26)   | Michael Carrera (26)   | Felipe Dos Anjos (26)   | [ 40 ] |
| 15      | Juani Marcos (36)      | Ingus Jakovičs (22)   | Osvaldas Matulionis (21)   | Jaime Fernández (23)   | Eric Stutz (29)         | [ 41 ] |
| 16      | Melwin Pantzar (24)    | Alec Wintering (27)   | Kostas Vasileiadis (21)    | Michael Carrera (34)   | Bamba Fall (29)         | [ 42 ] |
| 17      | Sergi Costa (24)       | Melwin Pantzar (53)   | Sean Smith (30)            | Tanner McGrew (33)     | Iván Aurrecoechea (33)  | [ 43 ] |
| 18      | Agustí Sans (33)       | Justin Jaworski (39)  | Jalen Nesbitt (23)         | Michael Carrera (31)   | Vaidas Cepukaitis (29)  | [ 44 ] |
| 19      | Barra Njie (35)        | Melwin Pantzar (26)   | Jalen Nesbitt (40)         | Javi Vega (27)         | Fahrudin Manjgafic (29) | [ 45 ] |
| 20      | Gonzalo Corbalán (24)  | Justin Jaworski (30)  | Johnny Dee (26)            | Remu Raitanen (26)     | Mario Delas (26)        | [ 46 ] |
| 21      | Mark Hughes (25)       | Álex Urtasun (24)     | Mihajlo Andrić (28)        | Michael Carrera (39)   | Kur Kuath (32)          | [ 47 ] |
| 22      | Goran Filipović (22)   | Trey Davis (27)       | Mihajlo Andrić (22)        | Iván Aurrecoechea (23) | John Harrar (47)        | [ 48 ] |
| 23      | Melwin Pantzar (33)    | Xabi Oroz (25)        | Sylvester Berg (27)        | Mirza Bulić (35)       | Michael Carrera (37)    | [ 49 ] |
| 24      | Óscar Alvarado (28)    | Justin Jaworski (28)  | Kevin Bercy (23)           | Eric Stutz (32)        | Óliver Arteaga (34)     | [ 50 ] |
| 25      | Gonzalo Corbalán (24)  | Melwin Pantzar (28)   | Jaume Lobo (23)            | Darko Balaban (19)     | Lotanna Nwogbo (20)     | [ 51 ] |
| 26      | Kenny Hasbrouck (27)   | Nikola Rakočević (25) | Iván Aurrecoechea (24)     | Mirza Bulić (28)       | Kai Edwards (30)        | [ 52 ] |
| 27      | Juani Marcos (43)      | Khyri Thomas (30)     | Nathan Hoover (23)         | Sean McDonnell (25)    | Iván Aurrecoechea (33)  | [ 53 ] |
| 28      | Barra Njie (29)        | Mark Hughes (22)      | Mihajlo Andrić (30)        | Eric Stutz (28)        | Felipe Dos Anjos (25)   | [ 54 ] |
| 29      | Mateo Díaz (29)        | Trey Davis (26)       | Yunio Barrueta (28)        | Sasa Borovnjak (26)    | Felipe Dos Anjos (25)   | [ 55 ] |
| 30      | David Knudsen (34)     | Justin Jaworski (28)  | Mirza Bulić (47)           | Iván Aurrecoechea (31) | Kevin Larsen (30)       | [ 56 ] |
| 31      | Chaz Williams (33)     | Adams Sola (26)       | Sean McDonnell (26)        | Walter Cabral (29)     | Rauno Nurger (31)       | [ 57 ] |
| 32      | Dani Rodríguez (20)    | Chumi Ortega (27)     | Lysander Bracey (29)       | Samu Rodríguez (26)    | Darko Balaban (32)      | [ 58 ] |
| 33      | Mateo Díaz (23)        | Trey Davis (25)       | Miguel González (24)       | Marvin Ogunsipe (41)   | Kevin Larsen (42)       | [ 59 ] |
| 34      | Mike Torres (29)       | Alec Wintering (27)   | Mirza Bulić (31)           | Marvin Ogunsipe (48)   | Felipe Dos Anjos (33)   | [ 60 ] |

#### Playoffs
| Jornada   | Base                | Escolta              | Alero                   | Ala-Pívot              | Pívot                | Ref    |
| --------- | ------------------- | -------------------- | ----------------------- | ---------------------- | -------------------- | ------ |
| Partido 1 | Melwin Pantzar (22) | Alec Wintering (29)  | Maj Kovačević (21)      | Jonathan Kasibabu (27) | Lucas N'Guessan (21) | [ 61 ] |
| Partido 2 | Mike Torres (34)    | Luka Rupnik (22)     | Devin Schmidt (27)      | Edu Gatell (19)        | Kevin Larsen (21)    | [ 62 ] |
| Partido 3 | Melwin Pantzar (24) | Adams Sola (22)      | Carlos Suárez (20)      | Mathieu Kamba (20)     | Edu Gatell (19)      | [ 63 ] |
| Partido 4 | Melwin Pantzar (29) | Justin Jaworski (38) | Djordje Simeunović (19) | Mario Delas (14)       | Rauno Nurger (16)    | [ 64 ] |

#### Final Four
| Jornada    | Base                | Escolta             | Alero             | Ala-Pívot            | Pívot                 | Ref    |
| ---------- | ------------------- | ------------------- | ----------------- | -------------------- | --------------------- | ------ |
| Final Four | Alec Wintering (17) | Chumi Ortega (26,5) | Álex Barrera (13) | Tanner McGrew (19,5) | Rašid Mahalbašić (24) | [ 65 ] |

## Copa Princesa de Asturias
La Copa Princesa de Asturias se jugó el 11 de febrero de 2023, por los dos primeros equipos clasificados después del final de la primera vuelta (jornada 17). El campeón de la copa tendrá el derecho de jugar los playoffs como cabeza de serie en todas las eliminatorias.

### Equipos clasificados
| Pos. | Equipo           | PJ | G  | P | GF   | GC   | DG   | Pts |
| ---- | ---------------- | -- | -- | - | ---- | ---- | ---- | --- |
| 1    | Zunder Palencia  | 17 | 16 | 1 | 1404 | 1195 | +209 | 33  |
| 2    | MoraBanc Andorra | 17 | 15 | 2 | 1392 | 1168 | +224 | 32  |

 Fuente: FEB

### Final
| 11 de febrero de 2023 | Zunder Palencia                                                     | 74–69                                 | MoraBanc Andorra                                              | Palencia |  |
| 19:30                 | Parciales: 15-22, 16-17, 18-14, 25-16                               | Parciales: 15-22, 16-17, 18-14, 25-16 | Parciales: 15-22, 16-17, 18-14, 25-16                         | |  |
|                       | Estadísticas Alec Wintering 18 Jonathan Kasibabu 6 Alec Wintering 4 | Reporte Pts Reb Asts                  | Estadísticas Micah Speight 20 Felipe Dos Anjos 8 Johnny Dee 5 | Pabellón: Pabellón Municipal de Palencia Asistencia: 5000 espectadores Árbitros: Ángel de Lucas de Lucas, Guillermo Ríos Marcos, Jorge Baena Criado |  |

## Postemporada
Ascendieron a Liga ACB:
- MoraBanc Andorra (campeones de liga regular).
- Zunder Palencia (campeones de playoff de ascenso).

Descendieron desde Liga ACB:
- Carplus Fuenlabrada.
- Real Betis Baloncesto.

Descendieron a LEB Plata:
- Bueno Arenas Albacete Basket.
- Juaristi ISB.
- CB Almansa con AFANION (renuncia a la plaza). [25]

Ascendieron desde LEB Plata:
- UBU Tizona.
- Hestia Menorca.
- Rio Verde Clavijo CB (tras la renuncia del CB Prat). [66]